# Åke Eriksson (författare)
Åke Eriksson, född 7 mars 1924 i Stockholm, död 15 april 1993 i Sollentuna, var en svensk skribent och tecknare.

## Biografi

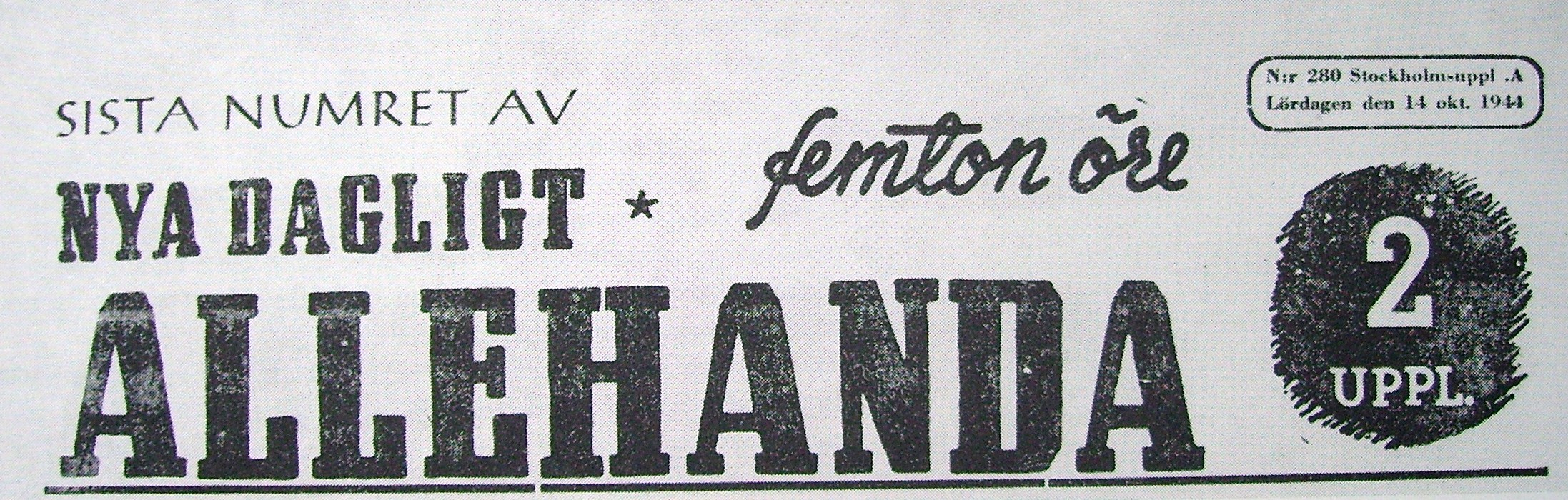
Sista numret av Nya Dagligt Allehanda den 14 oktober 1944

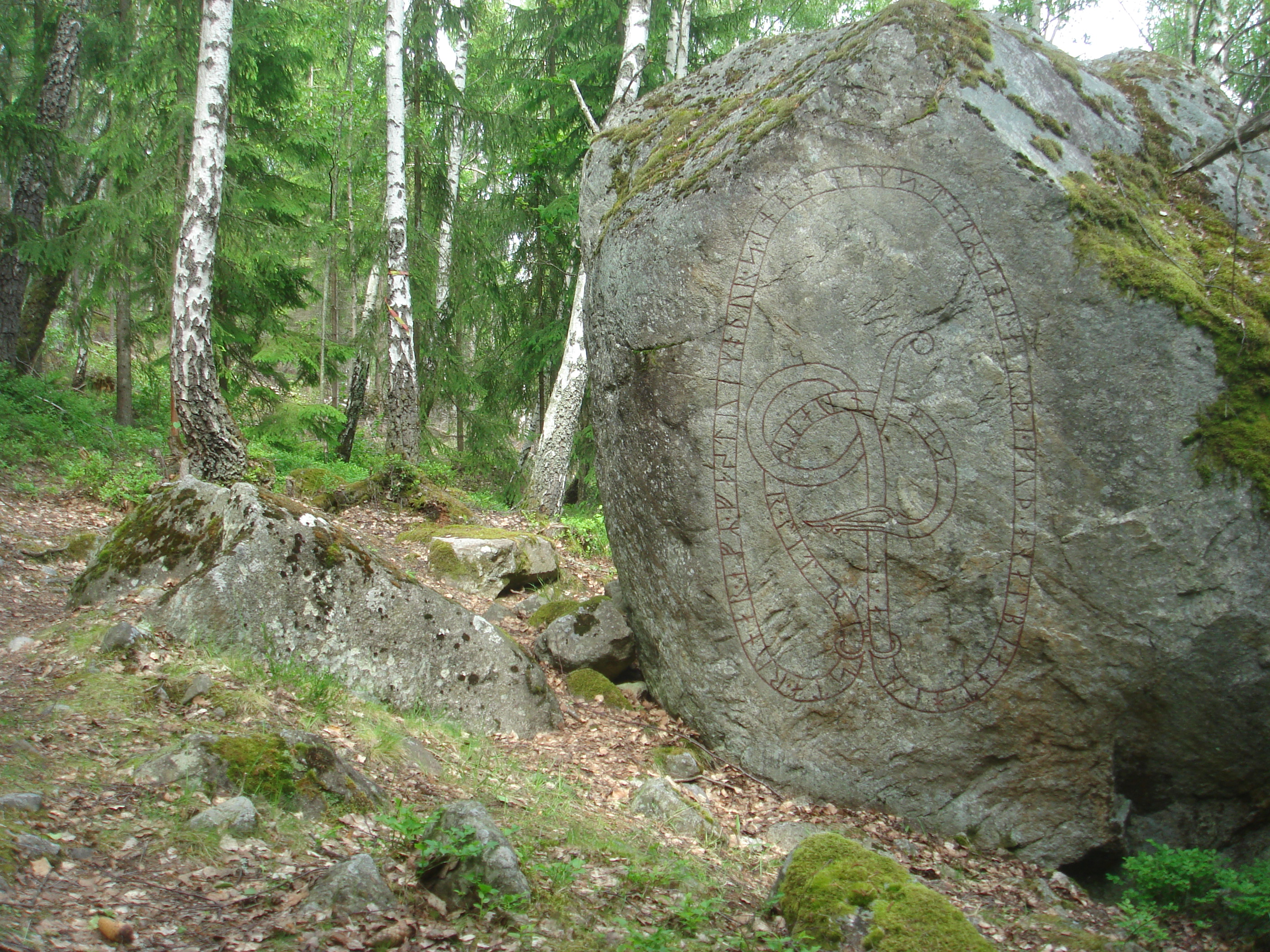
Kyrkstigen i Ed vid runristningen U112.

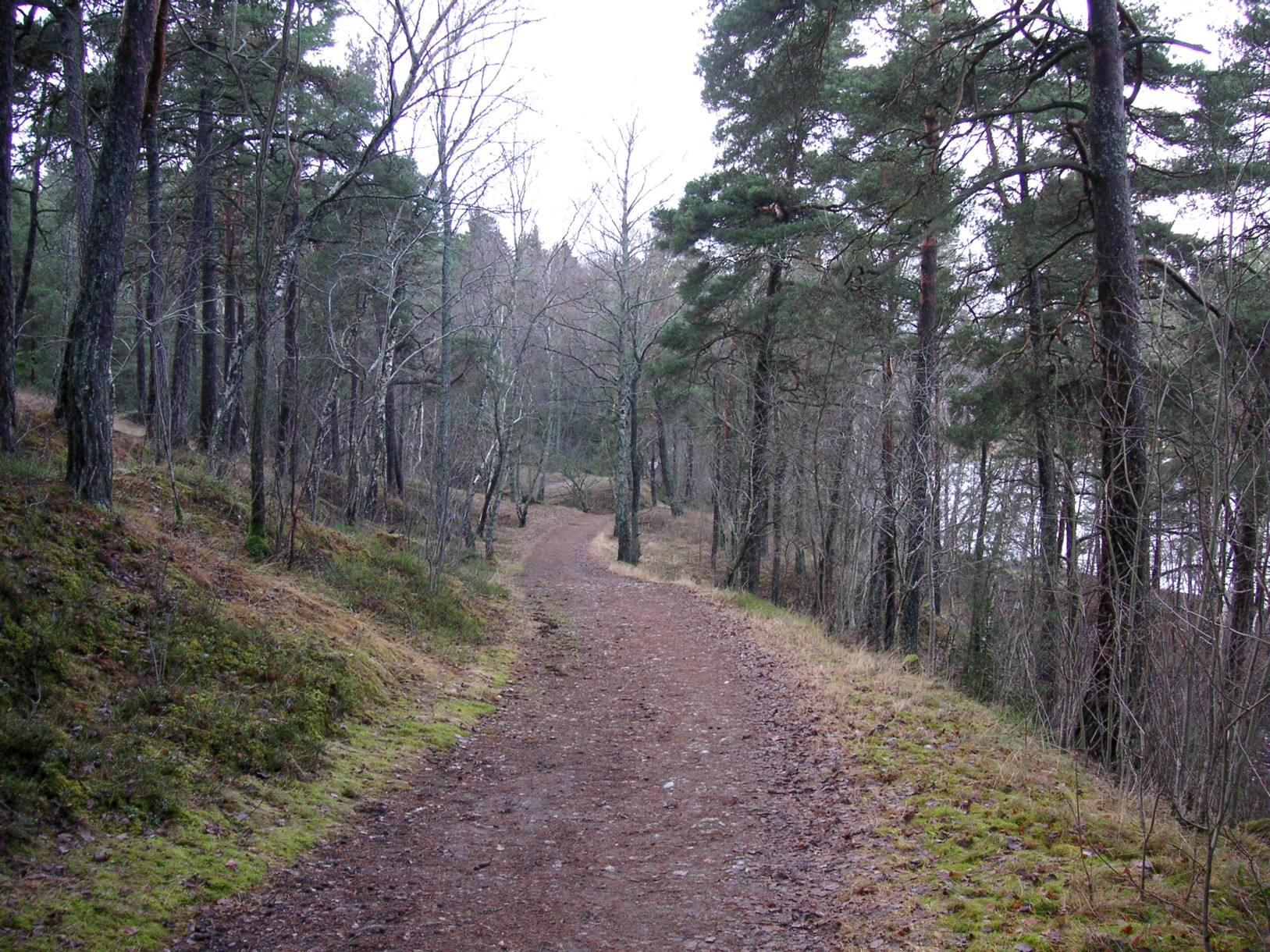
Gamla Göta landsväg vid Flottsbro

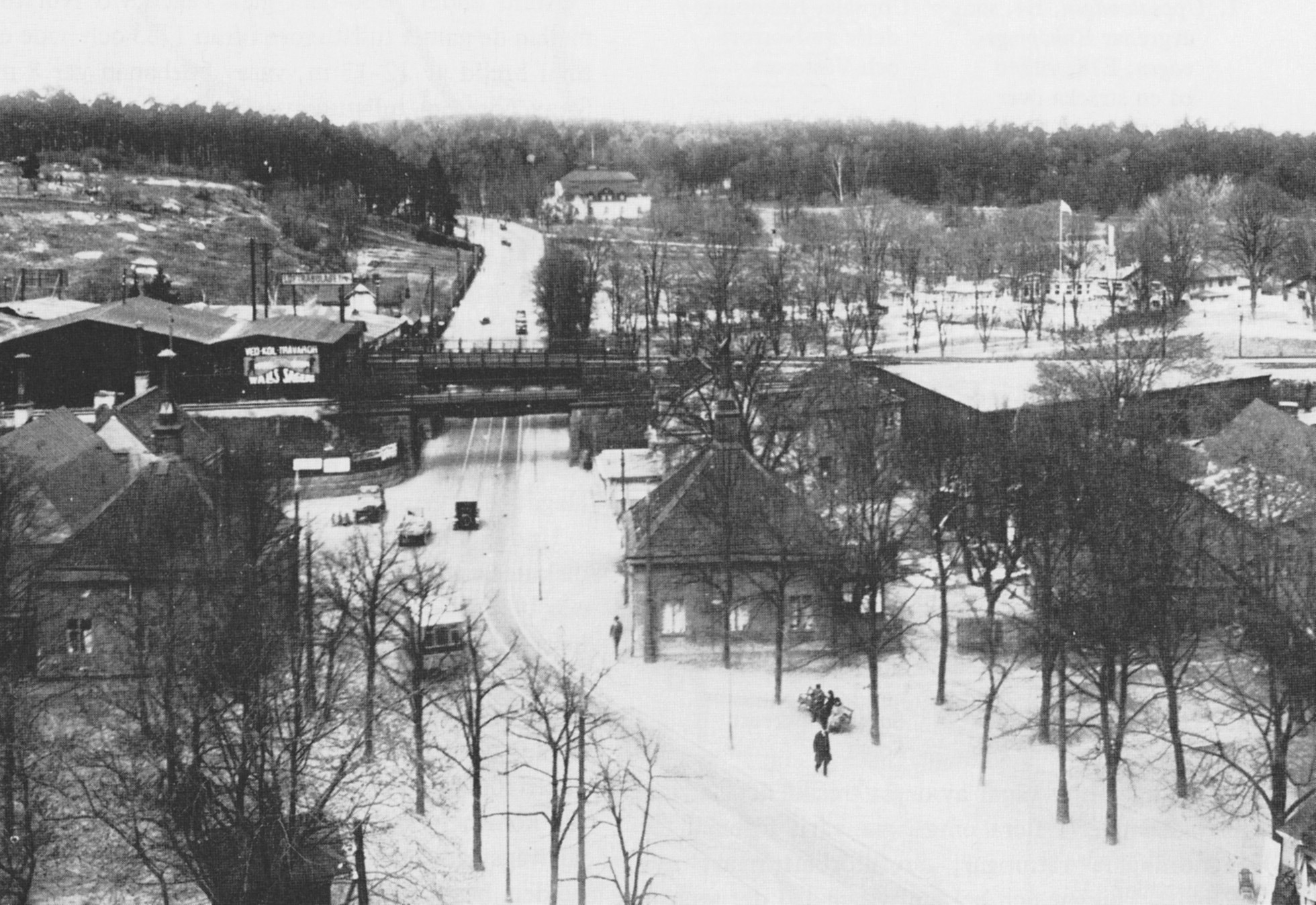
Uppsalavägen norrut vid Norrtull 1930. Vägen passerar mellan tullstugorna.

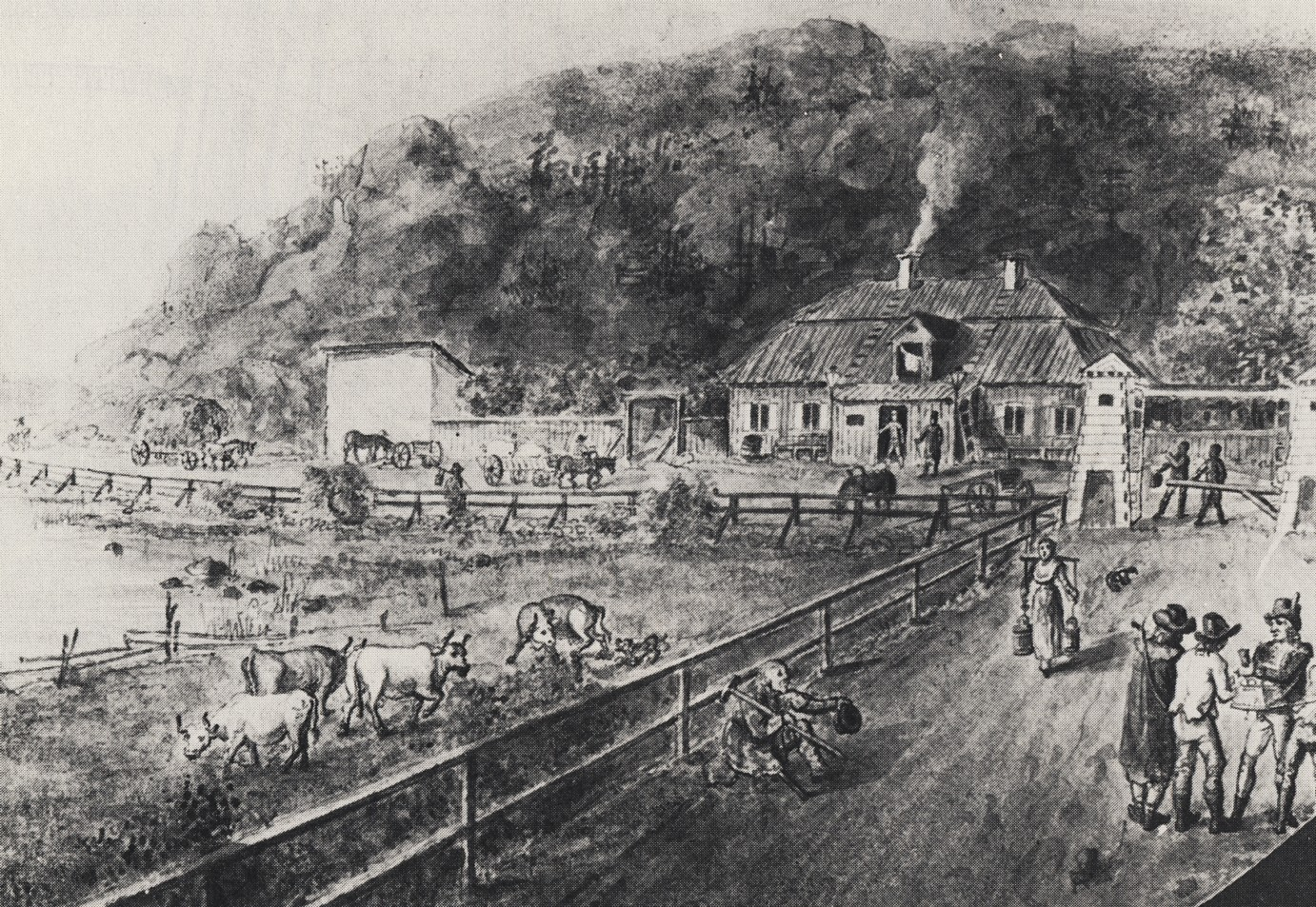
Roslagsvägen vid tullstationen på 1790-talet, med Brunnsviken till vänster. På 1700-talet fanns Norrtull vid Uppsalavägen och Roslagstull vid Roslagsvägen.

Eriksson var son till kartredaktören Carl-Georg Eriksson och Elsa Lundgren. Eriksson växte upp i Bromma och var elev vid Bromma läroverk. Han debuterade som 16-åring som publicist i Nya Dagligt Allehanda, vilken var en konservativ dagstidning, som gavs ut i Stockholm 1859–1944. Efter en ekonomisk kris köptes den 1944 av Dagens Nyheter som ett led i bildandet av den nya tidningen Expressen. Eriksson studerade konst vid Anders Beckmans skola i Stockholm 1946–1948 samt under studieresor till bland annat England och Danmark. Han medverkade i Nationalmuseums utställning Unga tecknare ett flertal gånger och i utställningen Stockholmsteckningar på Stockholms stadsmuseum. 
Eriksson var från 1948 medarbetare och en av skämttecknarna i skämttidningen Söndagsnisse-Strix, som utkom fram till 1955. Han både startade och lade ner Svensk Humoristisk Tidskrift. Förutom att göra skämtteckningar, skrev och tecknade han historiska böcker. Han skrev och ritade också bilderböcker för barn som handlade om barn och djur. Som illustratör illustrerade han bland annat Meta Öhmans Första djurboken, Gösta Östlings Boken mitt ibland oss och Alla Nordens fåglar. Eriksson är representerad vid Stockholms stadsmuseum med bläckteckningen Gatuförsäljare.

### Sollentunaliv, Brommaliv och Danderydsliv
År 1976 gav Åke Eriksson ut en bok om Sollentunaliv med teckningar av författaren. Året därefter skrev och ritade han en bok om Brommaliv. År 1979 utkom boken Danderydsliv: Djursholm, Stocksund och Danderyd.

### Illustrerad förortshistoria: Nord, Nordväst och Nordost
Åren 1981–1982 gav Eriksson ut tre delar av Illustrerad förortshistoria, nämligen Nord, Nordväst och Nordost såsom en vägvisare. Historia från Stockholms förorter publicerades i sex fristående delar och beskrivningarna följde i huvudsak Dagens Nyheters spridningsområde för sina förortsbilagor. Åke Erikssons illustrerad förortshistoria Nord handlar om Edsberg, Järva, Norrviken, Rotebro, Sigtuna, Sollentuna, Sundbyberg, Täby, Upplands Väsby, Vallentuna m.fl. Nordväst handlar om Almare-Stäket, Bromma, Drottningholm, Hässelby, Järfälla, Mälaröarna, Spånga, Upplands Bro, Vällingby m.fl. och Nordost handlar om Danderyd, Lidingö, Täby, Vallentuna, Vaxholm, Österåker m.fl.
Historia från Stockholms förorter publicerades i sex fristående delar och beskrivningarna följde i huvudsak Dagens Nyheters spridningsområde för sina förortsbilagor. Åke Eriksson skrev och illustrerade om Stockholms förortshistoria. Till stor del byggde böckerna på sju års skriv- och tecknande i Dagens Nyheters förortsbilagor. Vid utgivningen av böckerna var dock det mesta bearbetat och en hel del nyskrivet och nytecknat.

### Fornstig och gammelväg
År 1982 utkom boken Fornstig och gammelväg med ett trettiotal utflykter illustrerade med kartskisser och teckningar. Våra mest levande fornminnen, de urgamla vägarna och stigarna, intresserar många människor. Åke Eriksson beskrev forna sjöleder samt vintervägar och sommarvägar. 
I boken Fornstig och gammelväg, historiska strövtåg i Stockholmstrakten, beskrevs till exempel Långhundraleden (den klassiska vikingaleden), Rösaring i Upplands Bro, Kyrkstigen vid Ed, vintervägen Stockholm - Almunge (Uppsala), Smedbyområdet i Upplands Väsby, Skålhamrasläktens Långbroväg i Täby, Jarlabankes marknadsväg från Edsbacka krog (nära Edsbergs slott) vid havsviken Edsviken i Sollentuna till Hagby i nordvästra Täby kommun, (där man på vägen passerar förbi Jarlabankes sten), vägen runt Vallentunasjön, vägen runt Bornsjön, från Gamla Göta landsväg eller Göta Landsväg till motorväg (en medeltida färdväg som gick från Stockholm över Södertörn mot Götaland), Uppsalavägen och Kungsvägen-Roslagsvägen Till kungligt älskogsnäste i Nyckelviken berättar han om vilstenar och suptallar.
Åke Eriksson är gravsatt på Silverdals griftegård.